# Pseudochaeta pyralidis
Pseudochaeta pyralidis är en tvåvingeart som beskrevs av Daniel William Coquillett 1897. Pseudochaeta pyralidis ingår i släktet Pseudochaeta och familjen parasitflugor. Inga underarter finns listade i Catalogue of Life.